# Torriana
Torriana är en ort och frazione i kommunen Poggio Torriana i provinsen Rimini i regionen Emilia-Romagna i Italien. 
Torriana upphörde som kommun den 1 januari 2014 och bildade med den tidigare kommunen Poggio Berni den nya kommunen Poggio Torriana. Den tidigare kommunen hade 1 610 invånare (2013).